# 요시나가 타쿠토
요시나가 타쿠토(일본어: 吉永　拓斗, 1999년 9월 14일 ~ )는 일본의 성우이다.데뷔년도는 2002년.

## 출연작

### TV 애니메이션
2015년
- 도쿄 구울√A - 아몬어린 시절

2016년
- DAYS - 츠카모토 츠쿠시